# 小行星1394
小行星1394（1394 Algoa）是一颗绕太阳运转的小行星，为主小行星带小行星。该小行星于1936年6月12日发现。
該小行星以南非的阿爾哥亞灣命名。

## 轨道参数
小行星1394的轨道半长轴为2.4386820 UA，离心率为0.077。